# Saliga visshet, Jesus är min
Saliga visshet, Jesus är min är en psalm "Blessed assurance - Jesus is mine", med text av Fanny Crosby och musik av Phoebe Palmer Knapp. Den svenska översättningen i 1986 års psalmbok är gjord 1984 av Karin Hartman.

## Publicerad som
- Nr 214 i Herde-Rösten 1892 under rubriken "Barnaskap".
- Nr 7 i Segertoner 1930 under rubriken "Tro och förtröstan".
- Nr 259 i Den svenska psalmboken 1986, 1986 års Cecilia-psalmbok, Psalmer och Sånger 1987, Segertoner 1988 och Frälsningsarméns sångbok 1990 under rubriken "Glädje - tacksamhet".
- Nr 107 i Sångboken 1998.
- Nr 158 i Jubla i Herren 1999.